# سوپر لیگ فوتبال دانمارک
سوپرلیگ فوتبال دانمارک (دانمارکی: Superligaen, تلفظ [ˈsuˀpɐli:ˌkɛˀn̩]) معتبرترین لیگ فوتبال در کشور دانمارک است که از سال ۱۹۹۱ میلادی تاکنون توسط اتحادیه فوتبال دانمارک در این کشور برگزار می‌شود. ۱۲ تیم در هر فصل با یکدیگر بازی می‌کنند و دو تیم انتهای جدول به لیگ دستهٔ اول دانمارک سقوط می‌کنند.
باشگاه فوتبال کپنهاگن با ۱۵ قهرمانی پرافتخارترین تیم این مسابقات به حساب می‌آید.

## تاریخچه
سوپرلیگ دانمارک که در سال ۱۹۹۱ تأسیس شد، به عنوان بالاترین لیگ فوتبال در دانمارک، جایگزین لیگ دستهٔ اول دانمارک شد. از ابتدا، ۱۰ تیم در این لیگ شرکت داشتند. فصل افتتاحیهٔ سوپرلیگ در بهار ۱۹۹۱ برگزار شد و ده تیم دو بار برای کسب عنوان قهرمانی با یکدیگر بازی کردند. از تابستان ۱۹۹۱، ساختار مسابقات در طول دو سال تقویمی گسترش یافت. ۱۰ تیم در نیمهٔ اول مسابقات دو بار با یکدیگر بازی می‌کردند. در بهار بعدی، دو تیم انتهایی سقوط می‌کردند، امتیاز تیم‌ها به نصف کاهش می‌یافت و هشت تیم باقی‌مانده یک بار دیگر دو بار با هم بازی می‌کردند، در مجموع ۳۲ بازی در یک فصل.
این رویه قبل از فصل ۱۹۹۵–۹۶ کنار گذاشته‌شد، زمانی که تعداد تیم‌های رقابتی به ۱۲ تیم افزایش یافت، در هر دوره از مسابقات سوپرلیگ برای ۳۳ بازی سه بار با یکدیگر بازی کردند. در این ساختار جدید، کوکا کولا برای نخستین بار به‌عنوان حامی مالی لیگ شناخته شد، که سپس Coca-Cola Ligaen نام‌گذاری شد. بعد از یک فصل با این نام، آبجوسازی فاکس اسپانسر شد و لیگ نام خود را به لیگ فاکس کندی تغییر داد. قبل از فصل ۲۰۰۱–۲۰۰۲، هواپیمایی اسکاندیناوی (SAS) به عنوان اسپانسر اصلی شناخته شد و نام مسابقات به SAS Ligaen تغییر یافت. از ژانویهٔ ۲۰۱۵ سوپرلیگ دانمارک به عنوان Alka Superliga شناخته می‌شود، زیرا شرکت بیمهٔ دانمارکی Alka به عنوان حامی مالی فعالیت می‌کند.
لوگوهای سوپرلیگ همراه با نام حامیان آن:

Coca-Cola Ligaen (۱۹۹۵–۹۶) حامی: کوکا کولا
Faxe Kondi Ligaen (۱۹۹۶–۹۷ تا ۲۰۰۰–۰۱) حامی: Faxe Brewery
SAS Ligaen (۲۰۰۱–۰۲ تا ۲۰۰۹–۱۰) حامی: SAS
Superligaen (۲۰۱۰–۱۱ تا ۳۱ دسامبر ۲۰۱۴) بدون حامی مالی
Alka Superliga (۱ ژانویهٔ ۲۰۱۵ تا ۲۰۱۷–۱۸) حامی: Alka
Superligaen ۲۰۱۸–۱۹ بدون حامی مالی
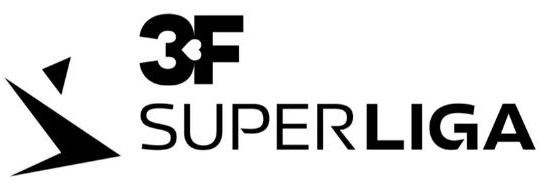
3F Superliga
(از ۲۰۱۹–۲۰)
حامی:  Fagligt Fælles Forbund

## ساختار
از سال ۱۹۹۶ تا ۲۰۱۶، لیگ شامل ۱۲ باشگاه بود که سه بار با یکدیگر بازی می‌کردند و دو تیمی که کمترین امتیاز را در پایان فصل کسب می‌کردند، به لیگ دستهٔ ۱ دانمارک سقوط می‌کردند و دو تیم برتر آن دسته جایگزین آن‌ها می‌شدند. شش تیم برتر فصل قبل ۱۷ بازی در خانه و ۱۶ بازی در خارج از خانه انجام می‌دانند در حالی که تیم‌های جایگاه ۷ تا ۱۰ به علاوهٔ دو تیم تازه صعودکرده، ۱۶ بازی در خانه و ۱۷ بازی خارج از خانه انجام می‌دادند.
پس از فصل ۱۶–۲۰۱۵، لیگ به ۱۴ تیم گسترش یافت و پایان فصل با سقوط سه تیم انتهایی جدول به لیگ پایین‌تر و صعود سه تیم برتر از لیگ یک، این لیگ به پایان می‌رسید. فصل ۱۷–۲۰۱۶ اولین دورهٔ ساختار جدید لیگ بود. این کار با بازی تیم‌ها در یک برنامهٔ کامل رفت‌وبرگشتی و در نهایت ۲۶ مسابقه برای هر تیم آغاز شد. در آن زمان، لیگ به پلی‌آف قهرمانی شش تیم و پلی‌آف مقدماتی هشت تیم تقسیم شد. امتیازات و گل‌های جدول همهٔ تیم‌ها کاملاً به مرحلهٔ پلی‌آف منتقل می‌شود.
در مرحلهٔ پلی‌آف قهرمانی، هر تیم با بقیهٔ در خانه و خارج از خانه بازی می‌کند. تیم برتر در پایان مرحلهٔ پلی‌آف قهرمان سوپرلیگ است و در مرحلهٔ دوم مقدماتی وارد لیگ قهرمانان اروپا می‌شود. تیم ردهٔ دوم در اولین مرحلهٔ مقدماتی وارد لیگ اروپا می‌شود. تیم ردهٔ سوم برای حضور در لیگ اروپا به یک بازی پلی‌آف مرحلهٔ اول صعود می‌کند. اگر برندهٔ جام حذفی فوتبال دانمارک در جمع سه تیم برتر قرار بگیرد، در این مسابقه تیم ردهٔ چهارم شرکت خواهد کرد.

## تیم‌ها

### تیم‌های فعلی (۲۰۲۰–۲۱)
| باشگاه                      | رتبهٔ پایانی در آخرین فصل |
| --------------------------- | ------------------------ |
| اوبی                        | ۶                        |
| هورسنس                      | ۸                        |
| آرهوس                       | ۳                        |
| بروندبی                     | ۴                        |
| کپنهاگن                     | ۲                        |
| میتیولن                     | ۱                        |
| نورشلان                     | ۶                        |
| لینگبی                      | ۱۱                       |
| ادنسه                       | ۷                        |
| راندرس                      | ۹                        |
| سوندریوسکه                  | ۱۰                       |
| باشگاه فوتبال وایله بلدکلوب | ۱ در دستهٔ ۱              |

## فصل‌ها
| فصل       | قهرمان                 | عملکرد   | عملکرد | عملکرد | عملکرد | عملکرد | عملکرد | عملکرد   | عملکرد |
| فصل       | قهرمان                 | امتیازات | بازی‌ها | برد    | مساوی  | باخت   | گل زده | گل خورده | تفاضل  |
| --------- | ---------------------- | -------- | ------ | ------ | ------ | ------ | ------ | -------- | ------ |
| ۱۹۹۱      | باشگاه فوتبال بروندبی  | ۲۶       | ۱۸     | ۱۰     | ۶      | ۲      | ۲۶     | ۱۵       | +۱۱    |
| ۱۹۹۱–۹۲   | Lyngby BK              | 32       | ۱۴     | ۹      | ۲      | ۳      | ۲۲     | ۷        | +۱۵    |
| ۱۹۹۲–۹۳   | باشگاه فوتبال کپنهاگن  | ۳۲       | ۱۴     | ۸      | ۳      | ۳      | ۳۱     | ۲۳       | +۸     |
| ۱۹۹۳–۹۴   | باشگاه فوتبال سیلکبورگ | ۳۱       | ۱۴     | ۸      | ۲      | ۴      | ۲۳     | ۱۵       | +۸     |
| ۱۹۹۴–۹۵   | AaB                    | ۳۱       | ۱۴     | ۷      | ۴      | ۳      | ۳۰     | ۱۳       | +۱۷    |
| ۱۹۹۵–۹۶   | باشگاه فوتبال بروندبی  | ۶۷       | ۳۳     | ۲۰     | ۷      | ۶      | ۷۱     | ۳۲       | +۳۹    |
| ۱۹۹۶–۹۷   | باشگاه فوتبال بروندبی  | ۶۸       | ۳۳     | ۲۰     | ۸      | ۵      | ۶۴     | ۳۹       | +۲۵    |
| ۱۹۹۷–۹۸   | باشگاه فوتبال بروندبی  | ۷۶       | ۳۳     | ۲۴     | ۴      | ۵      | ۸۱     | ۳۳       | +۴۸    |
| ۱۹۹۸–۹۹   | AaB                    | ۶۴       | ۳۳     | ۱۷     | ۱۳     | ۳      | ۶۵     | ۳۷       | +۲۸    |
| ۱۹۹۹–۲۰۰۰ | Herfølge BK            | ۵۶       | ۳۳     | ۱۶     | ۸      | ۹      | ۵۲     | ۴۹       | +۳     |
| ۲۰۰۰–۰۱   | باشگاه فوتبال کپنهاگن  | ۶۳       | ۳۳     | ۱۷     | ۱۲     | ۴      | ۵۵     | ۲۷       | +۲۸    |
| ۲۰۰۱–۰۲   | باشگاه فوتبال بروندبی  | ۶۹       | ۳۳     | ۲۰     | ۹      | ۴      | ۷۴     | ۲۸       | +۴۶    |
| ۲۰۰۲–۰۳   | باشگاه فوتبال کپنهاگن  | ۶۱       | ۳۳     | ۱۷     | ۱۰     | ۶      | ۵۱     | ۳۲       | +۱۹    |
| ۲۰۰۳–۰۴   | باشگاه فوتبال کپنهاگن  | ۶۸       | ۳۳     | ۲۰     | ۸      | ۵      | ۵۶     | ۲۷       | +۲۹    |
| ۲۰۰۴–۰۵   | باشگاه فوتبال بروندبی  | ۶۹       | ۳۳     | ۲۰     | ۹      | ۴      | ۶۱     | ۲۳       | +۳۸    |
| ۲۰۰۵–۰۶   | باشگاه فوتبال کپنهاگن  | ۷۳       | ۳۳     | ۲۲     | ۷      | ۴      | ۶۲     | ۲۷       | +۳۵    |
| ۲۰۰۶–۰۷   | باشگاه فوتبال کپنهاگن  | ۷۶       | ۳۳     | ۲۳     | ۷      | ۳      | ۶۰     | ۲۳       | +۳۷    |
| ۲۰۰۷–۰۸   | AaB                    | ۷۱       | ۳۳     | ۲۲     | ۵      | ۶      | ۶۰     | ۳۸       | +۲۲    |
| ۲۰۰۸–۰۹   | باشگاه فوتبال کپنهاگن  | ۷۴       | ۳۳     | ۲۳     | ۵      | ۵      | ۶۷     | ۲۶       | +۴۱    |
| ۲۰۰۹–۱۰   | باشگاه فوتبال کپنهاگن  | ۶۸       | ۳۳     | ۲۱     | ۵      | ۷      | ۶۱     | ۲۲       | +۳۹    |
| ۲۰۱۰–۱۱   | باشگاه فوتبال کپنهاگن  | ۸۱       | ۳۳     | ۲۵     | ۶      | ۲      | ۷۷     | ۲۹       | +۴۸    |
| ۲۰۱۱–۱۲   | باشگاه فوتبال نورشلان  | ۶۸       | ۳۳     | ۲۱     | ۵      | ۷      | ۴۹     | ۲۲       | +۲۷    |
| ۲۰۱۲–۱۳   | باشگاه فوتبال کپنهاگن  | ۶۵       | ۳۳     | ۱۸     | ۱۱     | ۴      | ۶۲     | ۳۲       | +۳۰    |
| ۲۰۱۳–۱۴   | AaB                    | ۶۲       | ۳۳     | ۱۸     | ۸      | ۷      | ۶۰     | ۳۸       | +۲۲    |
| ۲۰۱۴–۱۵   | باشگاه فوتبال میتیولن  | ۷۱       | ۳۳     | ۲۲     | ۵      | ۶      | ۶۴     | ۳۴       | +۳۰    |
| ۲۰۱۵–۱۶   | باشگاه فوتبال کپنهاگن  | ۷۱       | ۳۳     | ۲۱     | ۸      | ۴      | ۶۲     | ۲۸       | +۳۴    |
| ۲۰۱۶–۱۷   | باشگاه فوتبال کپنهاگن  | ۸۴       | ۳۶     | ۲۵     | ۹      | ۲      | ۷۴     | ۲۰       | +۵۴    |
| ۲۰۱۷–۱۸   | باشگاه فوتبال میتیولن  | ۸۵       | ۳۶     | ۲۷     | ۴      | ۵      | ۸۰     | ۳۹       | +۴۱    |
| ۲۰۱۸–۱۹   | باشگاه فوتبال کپنهاگن  | ۸۲       | ۳۶     | ۲۶     | ۴      | ۶      | ۸۶     | ۳۷       | +۴۹    |
| ۲۰۱۹–۲۰   | باشگاه فوتبال میتیولن  | ۸۲       | ۳۶     | ۲۶     | ۴      | ۶      | ۶۱     | ۲۹       | +۳۲    |
| ۲۰۲۰–۲۱   | باشگاه فوتبال بروندبی  | ۶۱       | ۳۲     | ۱۹     | ۴      | ۹      | ۵۸     | ۳۸       | +۲۰    |